# Wladimiro Falcone
Wladimiro Falcone (Roma, Italia; 12 de abril de 1995) es un futbolista italiano. Juega de guardameta y su equipo actual es el Lecce de la Serie A.

## Trayectoria
Formado en las inferiores de la Sampdoria, Falcone fue promovido al primer equipo en la temporada 2014-15.
El 25 de julio de 2014, fue cedido al Como de la Lega Pro donde debutó como profesional. El club ganó el ascenso a la Serie B esa temporada.
Tras pasar las siguientes temporadas a préstamo, regresó a Sampdoria en 2019 y debutó en el clñub el 29 de julio de 2020 en la derrota por 1-4 ante el AC Milán.
El 17 de julio de 2022, Falcone se marchó en calidad de cedido al Lecce de la Serie A.

## Selección nacional
Fue internacional juvenil por Italia.

## Estadísticas
Actualizado al último partido disputado el 2 de noviembre de 2024
| Club                    | Div.          | Temporada     | Liga  | Liga  | Copas nacionales | Copas nacionales | Copas internacionales | Copas internacionales | Total | Total |
| Club                    | Div.          | Temporada     | Part. | Goles | Part.            | Goles            | Part.                 | Goles                 | Part. | Goles |
| ----------------------- | ------------- | ------------- | ----- | ----- | ---------------- | ---------------- | --------------------- | --------------------- | ----- | ----- |
| Como · Italia           | 3.ª           | 2014-15       | 9     | 0     | 1                | 0                | —                     | —                     | 10    | 0     |
| Como · Italia           | Total club    | Total club    | 9     | 0     | 1                | 0                | 0                     | 0                     | 10    | 0     |
| Savona · Italia         | 3.ª           | 2015-16       | 29    | 0     | 0                | 0                | —                     | —                     | 29    | 0     |
| Savona · Italia         | Total club    | Total club    | 29    | 0     | 0                | 0                | 0                     | 0                     | 29    | 0     |
| Livorno · Italia        | 3.ª           | 2016-17       | 1     | 0     | 1                | 0                | —                     | —                     | 2     | 0     |
| Livorno · Italia        | Total club    | Total club    | 1     | 0     | 1                | 0                | 0                     | 0                     | 2     | 0     |
| Bassano Virtus · Italia | 3.ª           | 2017-18       | 0     | 0     | 0                | 0                | —                     | —                     | 0     | 0     |
| Bassano Virtus · Italia | Total club    | Total club    | 0     | 0     | 0                | 0                | 0                     | 0                     | 0     | 0     |
| Gavorrano · Italia      | 3.ª           | 2017-18       | 18    | 0     | 0                | 0                | —                     | —                     | 18    | 0     |
| Gavorrano · Italia      | Total club    | Total club    | 18    | 0     | 0                | 0                | 0                     | 0                     | 18    | 0     |
| Lucchese · Italia       | 3.ª           | 2018-19       | 41    | 0     | 0                | 0                | —                     | —                     | 41    | 0     |
| Lucchese · Italia       | Total club    | Total club    | 41    | 0     | 0                | 0                | 0                     | 0                     | 41    | 0     |
| Sampdoria · Italia      | 1.ª           | 2019-20       | 2     | 0     | 0                | 0                | —                     | —                     | 2     | 0     |
| Sampdoria · Italia      | 1.ª           | 2021-22       | 10    | 0     | 2                | 0                | —                     | —                     | 12    | 0     |
| Sampdoria · Italia      | Total club    | Total club    | 12    | 0     | 2                | 0                | 0                     | 0                     | 14    | 0     |
| Cosenza · Italia        | 2.ª           | 2020-21       | 36    | 0     | 2                | 0                | —                     | —                     | 38    | 0     |
| Cosenza · Italia        | Total club    | Total club    | 36    | 0     | 2                | 0                | 0                     | 0                     | 38    | 0     |
| Lecce · Italia          | 1.ª           | 2022-23       | 38    | 0     | 1                | 0                | —                     | —                     | 39    | 0     |
| Lecce · Italia          | 1.ª           | 2023-24       | 38    | 0     | 1                | 0                | —                     | —                     | 39    | 0     |
| Lecce · Italia          | 1.ª           | 2024-25       | 11    | 0     | 1                | 0                | —                     | —                     | 12    | 0     |
| Lecce · Italia          | Total club    | Total club    | 87    | 0     | 3                | 0                | 0                     | 0                     | 90    | 0     |
| Total carrera           | Total carrera | Total carrera | 233   | 0     | 9                | 0                | 0                     | 0                     | 242   | 0     |